# ابن القيسراني
شرف الدين أبو عبد الله محمد بن نصر بن شاغر بن داغر بن خالد بن محمد المخزومي الخالدي (478 هـ/1058 م - 21 شعبان 548 هـ/12 نوفمبر 1153 م) هو شاعر فلسطيني من عكا عاش في القرن السادس الهجري.

## سيرته
ولِدَ محمد بن نصر بن شاغر في مدينة عكا في فلسطين، وكانت ولادته في سنة 478 هـ، في أسرةٍ يعود أصلها إلى حلب، وانتقل في صغره إلى القيسارية حيث كانت نشأته، وظلَّ فيها حتى اضطر إلى المغادرة إلى دمشق بعد سيطرة الصليبيين على القيسارية. درس ابن القيسراني علوم الأدب في دمشق، وتولَّى هناك إدارة الساعات على باب الجامع الأموي، ثُمَّ درس علوم الحديث لاحقاً في حلب حيث تولَّى إدارة خزانة الكتب. اشتهر ابن القيسراني شاعراً أثناء إقامته في دمشق، لكنَّه غادر بعد هجائه لتاج الملوك بوري، وهو صاحب دمشق، فتوجَّه صوب حلب، وهناك توطَّدت علاقته بنور الدين زنكي، واشتهر بمديحه لنور الدين في جهاده لصد الغزو الصليبي. ويبدو أن ابن القيسراني كان كثير الترحال، فدخل الموصل ومدح صاحبها، ودخل أيضاً أنطاكية في سنة 540 هـ. اتسعت شهرة ابن القيسراني حتى غدا من أشهر شعراء الشام، ولا ينافسه على هذا اللقب سوى ابن منير الطرابلسي، وكانت بينهما منافسة ومساجلات شعرية حتى شبَّههما الناس بجرير والفرزدق. تُوفِّي ابن القيسراني في سنة 548 هـ في مدينة دمشق، بعده عشرة أيام من وصوله إليها استجابةً لدعوة الأمير مجير الدين أبق.

## شعره
كان ابن القيسراني شاعراً بارعاً، وله ديوان صغير، تناول فيه شعر الوصف والمديح والغزل، وأسلوبه بسيط تكثر فيه الإِشارات الدينية والحربية. أولى المحاولات لجمع شعره في العصر الحديث كانت في 1961 بتحقيق فاروق جرار في رسالة ماجستير مقدمة للجامعة الأمريكية في بيروت.

## قراءات إضافية
- محمود إبراهيم، صدى الغزر الصليبي في شعر ابن القيسراني. المكتب الإسلامي - دمشق، مكتبة الأقصى - عمَّان. الطبعة الأولى - 1971.

## وصلات خارجية
- قصائد من تأليف ابن القيسراني، على ويكي مصدر.